# Melvin Boel
Melvin Boel (Rotterdam, 26 januari 1987) is een Nederlands voetbalcoach die werkzaam is bij Go Ahead Eagles.

## Trainerscarrière
In 2014 werd Melvin Boel de nieuwe hoofdtrainer van BVCB. Hiermee begon Boel aan zijn eerste klus bij een seniorenteam en was hij tevens de jongste trainer in de eerste klasse van het Nederlandse amateurvoetbal. Hij zou de functie 3 jaar bekleden voor hij de overstap maakte naar de Feyenoord Academy.
In 2017 werd Boel benaderd door toenmalig technische directeur Martin van Geel om de nieuwe trainer van Feyenoord Onder 17 te worden. Boel was op dat moment al een aantal jaren actief als International Development Coach op de afdeling internationale relaties. Hierin was hij verantwoordelijk voor al de voetbalcontent van het internationale programma. Binnen dit programma vielen o.a. samenwerkingen met Real Madrid, de voetbalbonden van Noorwegen en Denemarken, en een opleidingsrelatie met St. Louis Scott Gallagher.
Voor het seizoen 2020-2021 werd Boel aangesteld als trainer van het Onder 18-elftal. Hij volgde Dirk Kuijt op, die na 2 jaar afzwaaide. Na Albert Stuivenberg in 2001 had het hoogste jeugdteam van Feyenoord niet meer zo'n jonge trainer gehad.
Boel werd met ingang van het seizoen 2022/23 de nieuwe trainer van Feyenoord Onder 21. De 35-jarige oefenmeester werd zodoende de opvolger van Sipke Hulshoff, die dezelfde zomer de overstap maakte naar Feyenoord 1 en als assistent-trainer van Arne Slot aan de slag ging. Op 2 mei 2024 werd bekend dat Boel de club na tien jaar zou verlaten. Enkele weken later wist Boel nog de beker te winnen met zijn team door Jong FC Volendam met 0-1 te verslaan. Ook behaalde het team het voorjaarskampioenschap in de Beloftencompetitie. Doordat er geen Jong-elftal op de negende positie of lager was geëindigd in de Tweede Divisie zou het team van Boel niet promoveren wanneer ze de beslissingswedstrijd om de algemene titel zouden winnen.
Feyenoord-partnerclub FC Dordrecht presenteerde Boel op 3 juni 2024 als opvolger van de vertrokken hoofdtrainer Michele Santoni. Dit betekende de eerste klus als hoofdtrainer van een betaaldvoetbalorganisatie voor de Rotterdammer. In zijn eerste seizoen wist hij Dordrecht naar de play-offs om promotie naar de Eredivisie te leiden. Hierin wist het De Graafschap te verslaan, maar werd het uitgeschakeld door de latere degradant Willem II. Desondanks ging Boel toch de Eredivisie in, want hij werd bij bekerwinnaar Go Ahead Eagles aangesteld op 12 juni 2025 als opvolger van Paul Simonis. Boel tekende een contract tot medio 2028.